# 주시치겐
주시치겐(일본어: 十七絃 じゅうしちげん[*])은 작곡가이자 쟁 음악 연주가인 미야기 미치오가 고안한 17개의 줄을 가진 쟁을 말한다. 주시치겐소(일본어: 十七絃箏 じゅうしちげんそう[*]) 라고도 불린다. 또한 겐(絃)의 한자는 弦이라고 표기하기도 한다.

## 같이 보기
- 쟁
- 주하치겐
- 현대방악